# منتخب فانواتو لكرة اليد للناشئين
منتخب فانواتو لكرة اليد للناشئين هو ممثل فانواتو الرسمي في المنافسات الدولية في كرة اليد للناشئين
.